# Ⳁ
Cette page contient des caractères spéciaux ou non latins. S’ils s’affichent mal (▯, ?, etc.), consultez la page d’aide Unicode.
Ne doit pas être confondu avec la lettre grecque Sampi.
Ⳁ (minuscule : ⳁ), appelé sampi, est une lettre de l’alphabet copte utilisée dans l’écriture du copte.

## Représentations informatiques
Le sampi a été représenté avec les mêmes caractères que le sampi grec jusqu’à la publication d’Unicode 4.1 en mars 2005, à partir de laquelle il est représenté avec des caractères qui lui sont propres. Il peut donc être représenté à l’aide des caractères (Grec et copte, Copte) suivants, :
| lettres   | représentations | chaînes de caractères | points de code | descriptions                   | note               |
| --------- | --------------- | --------------------- | -------------- | ------------------------------ | ------------------ |
| majuscule | Ϡ               | Ϡ                     | U+03E0         | lettre majuscule grecque psi   | avant Unicode 4.1  |
| minuscule | ϡ               | ϡ                     | U+03E1         | lettre minuscule grecque sampi | avant Unicode 4.1  |
| majuscule | Ⳁ               | Ⳁ                     | U+2CC0         | lettre majuscule copte sampi   | depuis Unicode 4.1 |
| minuscule | ⳁ               | ⳁ                     | U+2CC1         | lettre minuscule copte sampi   | depuis Unicode 4.1 |